# 쿠 클럭스 클랜

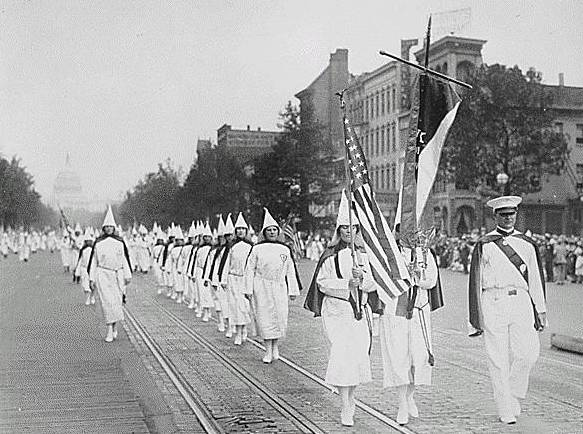
워싱턴 D.C.에서 연방의회 의사당 앞을 시위 행진하는 쿠 클럭스 클랜 회원들. 1928년 촬영

쿠 클럭스 클랜(영어: Ku Klux Klan, KKK, 문화어: 3케이단)은 백인 우월주의, 반유대주의, 인종차별, 반(反) 로마 가톨릭교회, 기독교 근본주의, 동성애 반대 등을 표방하는 미국의 폭력적 비밀결사 단체이다.

## 개요
KKK의 어원은 원 (circle) - Ku Klux (그리스어로 키클로스 kuklos (κύκλος)과 집단 (clan) - Klan의 합성어에서 유래되었는데, 이들은 흰색 천으로 온 몸을 감싼다. 이는 자신들이 백인임을 과시하고 상대방을 주눅들게 만들기 위함이라고 한다.
이 단체는 남북 전쟁이 끝난 후인 1865년 미국 테네시주 펄래스키에서 여섯명의 은퇴한 남부군 장교들에 의해 설립되었고 이 단체의 주 목적은 흑인들의 정치적 진출을 막는 것과 흑인들을 백인과 같이 지내지 못하도록 따로 격리시키는 것이었다. 주요 활동은 흑인들과 그에 동조하는 세력 즉 자신들의 이해관계에 반대되는 자들을 테러, 폭력과 협박 등의 수단을 사용하며 위협하는 것이다. 약칭 KKK나 KKK단으로도 널리 알려져 있다.

### 기원
미국 남북 전쟁(1861년~1865년)후 연방 의회를 장악한 공화당 급진파들은 해방된 흑인들을 정치 세력으로 끌어들임으로써 내전 이전의 백인들의 권력 구조를 분쇄하려고 계획하였다. 이에 반발해 1865년 12월 24일 남부 연합 군인들은 테네시주에서 몇 차례 모임을 갖고 남부의 재건을 목표로 급진적인 지하 저항세력의 중추조직 KKK를 결성하였다. 주도자는 남북전쟁 당시 남군 기병대장으로 맹활약했던 네이턴 베드포드 포레스트였다. 이들은 남부 각 주에서 해방된 흑인들, 심지어 노예 해방을 지지하는 백인들을 기습하여 집단 폭행 등의 폭력을 일삼았다. 또 남북 전쟁에서 북부가 승리하여 흑인들이 투표권까지 획득하자 이에 KKK단은 흑인들이 투표권을 행사하지 말라고 협박, 폭력까지 하기도 하였다.
철저한 위계질서를 지키며, 준(準)종교적 의식을 올리고, 얼굴을 흰 두건으로 가린 이 비밀 결사 조직은 처음에는 위협과 공갈, 협박으로 백인의 지배권을 회복하려고 했으나 나중에 세력이 확장되자 그들은 흑인과 흑인해방에 동조하는 백인들을 구타하거나 그들의 집을 불태우는 등 보다 끔찍한 테러를 서슴지 않고 자행하였다.

### 몰락
이와 같은 폭력행위가 걷잡을 수 없게 되자 1870년 무렵 그들의 폭력을 단속하기 위한 연방법이 제정되어 KKK단은 형식적으로 해체되었으나 1915년 조지아주에서 KKK단은 백인지배원리를 내세우면서 인종적, 종교적, 민족적 소수집단 모두를 적대시하는 활동을 재개하였고, 그 후 1960년대에 들어서 흑인과 자유주의자들의 민권운동이 활발해지자 그에 대한 반동으로 미국 각지에서 산발적으로 재등장하여 오늘날에도 백인의 인종적 지배를 목표로 활동하고 있다.

### 현재
20세기 중반에 접어들어 아일랜드, 이탈리아, 러시아, 중국 등지에서 로마 가톨릭 신자들과 유대인들의 이민이 급증하자 KKK단은 조직을 개편하여 반 흑인뿐 아니라 반 가톨릭, 반 유대주의를 강령으로 삼고 남부를 중심으로 반(反) 이민 경향이 있는 지역 등에 침투함으로써 수백만 회원을 보유하였다. 이들은 이민들의 등장이 개신교와 백인들의 순수성을 유지하지 못하게 한다고 생각했던 것이다. 그 여세를 몰아 캐나다에까지 진출을 시도했으나 캐나다인들은 미국과 달리 이들을 배척하였다.
그러나 민권운동가들의 계속적인 인종차별폐지운동과 연방정부의 단속 재개와 함께 남부의 정세가 인종 문제에 관대해지는 방향으로 전환되어 현재는 그 활동이 미미하며 규모도 점차 줄어들고 있으며, 네오 나치로 흡수되고 있는 실정이다.

## 경과

### 제1기(1865~1874년)
남부맹방 출신 퇴역군인들에 의해 1865년 12월 24일 조직되었다.

### 제2기(1915~1944년)
1915년 추수감사절 밤 조지아주 애틀랜타 근교의 스톤마운틴(Stone Mountain)에서 의사이자 감리교 목사인 윌리엄 J. 시몬스 가 조직하였다. 같은 해 개봉한 영화 국가의 탄생(The Birth of Nation)이 큰 영향을 미쳤다. 설립 회원들은 대부분 메리 페이건 살인 사건에서 비롯된 메리 페이건 기사단(The Knights of Mary Phagan)의 일원이었다.
당시 미국은 이민자가 증가하는 시기였는데, KKK단은 흑인과 함께 이민자들을 증오의 대상으로 삼았다. 이민자들은 거의 대부분 가톨릭과 유대교 신자로, 가톨릭과 유대교가 KKK단의 주요한 공격 대상이 되었다. 메인주에서는 킹제임스 성경을 보지 않는다는 이유로 가톨릭 학교와 유대교 학교를 습격하는 사건도 있었다.
1920년에는 회원수가 400만명에 이르러 제1기의 규모를 능가하는 강한 영향력을 가진 집단으로 성장하였다. 개신교 목사 회원이 4만 여 명에 이르기도 하였다.
남부에 한정되었던 제1기와 달리, 제2기는 전국적인 영향력을 미쳤다. 텍사스주에서는 KKK단원이 상원의원에, 조지아주, 앨라배마주, 캘리포니아주, 오리건주에서는 KKK단을 지지하는 주지사가 당선되었고, 콜로라도주, 아칸소주, 오클라호마주, 인디애나주, 오하이오주에서는 KKK단이 지방 의회를 장악하였다.
1925년에는 본부를 워싱턴 D.C.로 옮기며 최전성기를 이루었다. 1928년 연방의회 의사당 앞 펜실베이니아 가 행진은 제2기 KKK단의 위세를 드러내는 대표적인 사건이었다. 이 시기 회원은 500만에 이른다.
대공황과 제2차세계대전의 영향으로 시들해졌다.

### 제3기(1960년대 이후)
미국 나치당에 흡수된 경우도 많다.
70년대 이후 FBI가 전면 소탕 작전에 나서면서 현재는 사실상 사라진 상태이다.

## 같이 보기
- 인종 차별
- 백인 우월주의